# Packet Identifier
Il PID o Packet IDentifier è un numero esadecimale a quattro cifre che identifica un flusso di dati (data stream) all'interno di un canale digitale; 
esso viene utilizzato perché all'interno di un canale digitale possono essere trasmessi più canali o uno stesso segnale video con diversi segnali audio (per la lingua originale o la lingua di doppiaggio di un film, ad esempio) e il PID consente al decoder di sapere quali dati presentare all'utente, in base alle scelte fatte da questi tramite il telecomando.
Nelle tabelle che elencano i parametri dei vari canali, il PID viene in genere identificato con la sigle V.PID e A.PID, oppure ad esempio V:001A e A:0012; le lettere indicano se si tratta di un flusso Audio o Video.